# Малайська черепаха
Малайська черепаха (Malayemys) — рід черепах з родини Азійські прісноводні черепахи підряду Прихованошийні черепахи. Має 2 види.

## Опис
Загальна довжина представників цього роду досягає 20—21 см. Спостерігається статевий диморфізм: самиці більші за самців. Голова товста й широка. На міцному карапаксі є 3 невеличкі гребні. Пластрон великий, подовжений. Кінчик морди виступає уперед. Має потужний дзьоб. Хвіст довгий та товстий. На лапах розташовані плавальні перетинки.
Голова чорного кольору з 2—3 жовтими смугами. На нижній ніздрі є декілька світлих смуг. Забарвлення карапаксу коричневе з різними відтінками. Краї панцира блідо—жовті або сіруваті. Пластрон жовтуватий з палевими або чорними плямами.

## Спосіб життя
Мешкають у болотах, струмках на рисових полях. Харчуються рибою, молюсками та безхребетними.
Самиці відкладають від 3 до 10 яєць.
Інколи місцеве населення вживає цих черепах у їжу.

## Розповсюдження
Мешкають у М'янмі, Таїланді, Лаосі, В'єтнамі, Камбоджі, Індонезії, на Малайському півострові.

## Види
- Malayemys macrocephala
- Malayemys subtrijuga